# C/2002 O6 SWAN
C/2002 O6 (SWAN) (o SOHO 497) è una cometa a lunghissimo periodo, circa 6436 anni, pertanto è classificata come cometa non periodica. La cometa è stata scoperta da Masayuki Suzuki sulle immagini riprese il 25 luglio 2002 e giorni seguenti dallo strumento SWAN della sonda spaziale SOHO, lo stesso Suzuki ha in seguito trovato immagini di prescoperta di questa cometa tra le immagini dello SWAN riprese a partire dal 13 luglio 2002.